# Lunigiana
Lunigiana ist eine historische Region in Italien, die sich im südlichen Teil der Region Ligurien und im nördlichen Teil der Region Toskana befindet.

## Lage
Lunigiana umfasste Teile der heute südligurischen Provinz La Spezia und der nordtoskanischen Provinz Massa-Carrara und liegt im Einzugsgebiet der Magra und deren Mündung ins Ligurische Meer. Sie reicht vom Val di Magra bis in die Gebirgslandschaften Versilia und Garfagnana sowie bis nach Sarzana und Albareto in der Provinz Parma.
Lunigiana erfasst zudem die Cinque Terre, das Val di Vara, den Golf von La Spezia (auch Golfo dei Poeti genannt) und die Apuanischen Alpen.

## Geschichte
In der Region wurde die größte Anzahl von Statuenmenhiren, darunter auch mehrere weibliche, des 3. und 2. Jahrtausends v. Chr. auf dem italienischen Festland gefunden, die im Museo delle Statue Stele della Lunigiana in Pontremoli ausgestellt sind.
Der Name Lunigiana leitet sich ab von der Stadt Luna, im Römischen Reich luni (dt. „Monde“) genannt. Seit dem 13. Jahrhundert war die Region unter dem lateinischen Namen Provincia Lunisanae bekannt und eng mit der Familie der Malaspina verbunden. Vierzehn der Gemeinden schlossen sich im vereinigten Italien zur Comunità montana Lunigiana zusammen. Sitz der Gemeinschaft ist in Fivizzano.

## Zugehörige Gemeinden

Provinzen und Gemeinden der Lunigiana

### Provinz Massa-Carrara
- Aulla
- Bagnone
- Casola in Lunigiana
- Comano
- Filattiera
- Fivizzano
- Fosdinovo
- Licciana Nardi
- Mulazzo
- Podenzana
- Pontremoli
- Tresana
- Villafranca in Lunigiana
- Zeri

### Provinz La Spezia
- Ameglia
- Arcola
- Bolano
- Castelnuovo Magra
- Ortonovo
- Santo Stefano di Magra
- Sarzana
- Vezzano Ligure